# Géza von Radványi

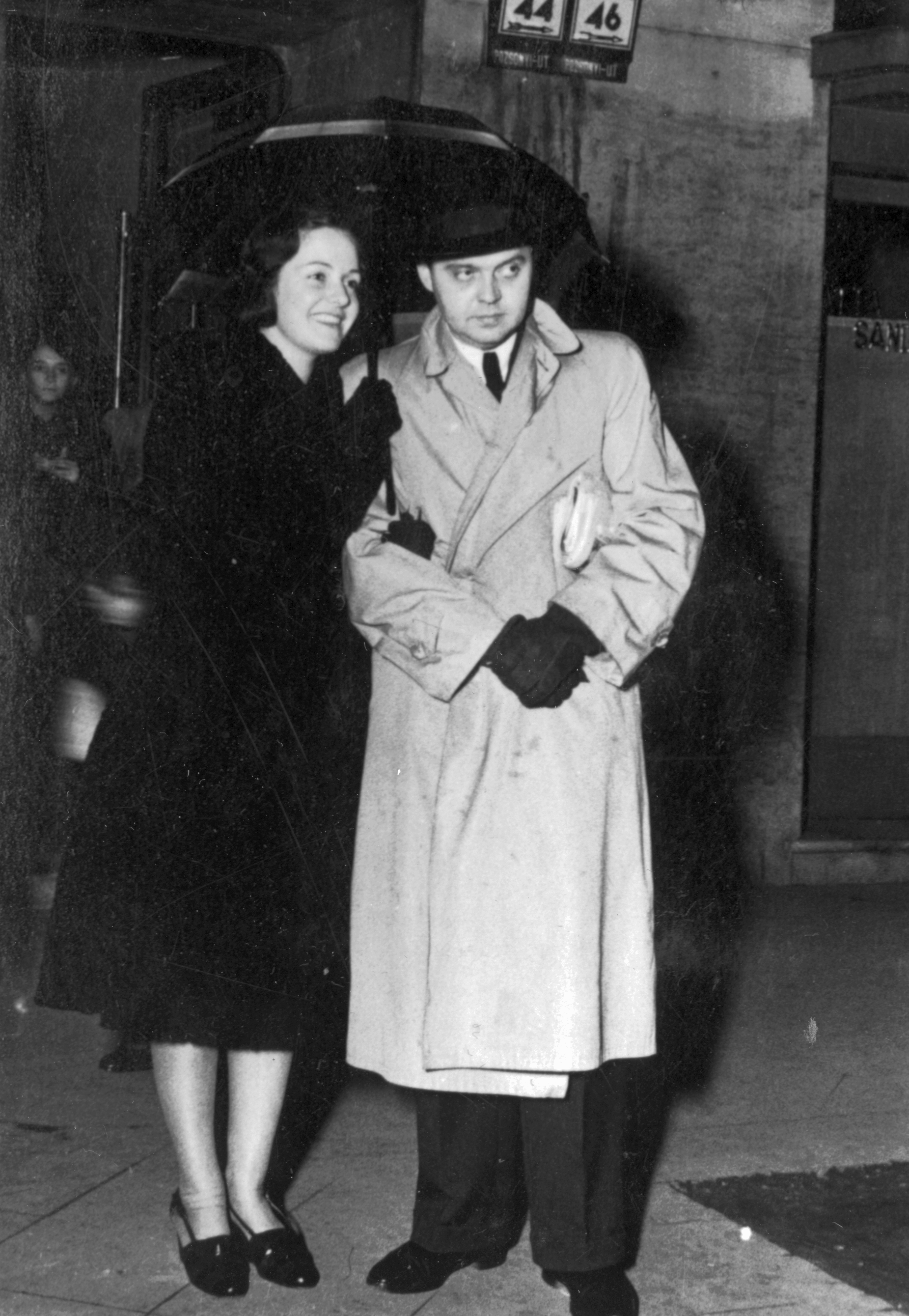
Géza von Radványi met zijn vrouw Maria von Tasnady

Géza von Radványi (Kassa (Oostenrijk-Hongarije, nu Slowakije), 17 december 1907 - Boedapest, 27 november 1986) was een Hongaarse filmregisseur. Zijn bekendste werk is Valahol Europaban (eng. It Happened in Europe) uit 1947. Daarnaast regisseerde hij onder meer Mädchen in Uniform (1958). Hij maakte voornamelijk drama en spionagefilms.

## Filmografie
- 1940 Zárt tárgyalás
- 1941 A Beszélö köntös
- 1941 Európa nem válaszol
- 1942 Egy asszony visszanéz
- 1942 Inferno giallo
- 1947 Valahol Europaban
- 1949 Donne Senza Nome
- 1953 L'Etrange Desir de Monsieur Bard
- 1954 Ingrid - Die Geschichte Eines Fotomodells
- 1957 Das Schloss in Tirol
- 1958 Der Arzt Von Stalingrad
- 1958 Mädchen in Uniform
- 1959 Douze Heures d'horloge
- 1959 Ein Engel auf Erden
- 1961 Das Riesenrad
- 1961 Diesmal Muss Es Kaviar Sein
- 1961 Es Muss Nicht Immer Kaviar Sein
- 1964 C' Est Pas Toujours Du Caviar
- 1965 Der Kongress Amuesiert Sich
- 1965 Onkel Toms Hütte
- 1980 Circus Maximus